# Andrea Contadini
Andrea Contadini (* 18. srpna 2002) je sanmarinský fotbalista, který hraje na pozici levého obránce za italský klub CBR Carli Pietracuta a sanmarinský národní tým.

## Reprezentační kariéra
Contadini debutoval za národní tým San Marina 20. března 2024 v přátelském utkání proti Svatému Kryštofu a Nevisu.